# Divinópolis
Divinópolis  miasto we wschodniej Brazylii, w środkowej części stanu Minas Gerais, na zachód od Belo Horizonte. W 2020 roku miasto liczyło 240 408 mieszkańców, a gęstość zaludnienia wyniosła 339,5 os./km².

## Demografia
Ludność historyczna:
- 1991 – 151 462
- 2000 – 183 962
- 2010 – 213 016
- 2020 – 240 408

## Klimat
Klimat jest wilgotny. Średnia temperatura wynosi 22°C. Najcieplejszym miesiącem jest październik (24°C), a najzimniejszym miesiącem jest czerwiec (18°C). Średnie opady wynoszą 1414 milimetrów rocznie. Najbardziej wilgotnym miesiącem jest styczeń (341 milimetrów opadów), a najbardziej suchym miesiącem jest sierpień (4 milimetry opadów).

## Przemysł
W mieście rozwinął się przemysł bawełniany, hutniczy oraz cementowy.

## Sport
W mieście ma siedzibę klub piłkarski Guarani EC.